# Pizza My Heart
Pizza My Heart es una película para televisión dirigida en el 2005 por Andy Wolk y protagonizada por Shiri Appleby, Michael Badalucco y Eyal Podell. Es una versión moderna de Romeo y Julieta, situada en Verona, New Jersey. Fue estrenada el 24 de julio de 2005 en ABC Family.   

## Argumento
Dos familias vecinas de Verona (New Jersey), los Montebello y los Prestolani, tienen restaurantes de pizza competitivos. Hace muchísimos años que viven peleadas porque, según el padre de los Prestolani, su familia había inventado la pizza. Cuando su tátara-tátara-tátara-tátara-tatarabuelo iba a hacer su primera entrega, los Montebello le robaron la idea y se la presentaron a la reina como propia. 
Por azares del destino, Joe Montebello, el hijo menor de la familia, conoce a Gina Prestolani, al tirar sus fotografías en la estación del ferrocarril. Por la noche, hay una fiesta de bienvenida en la pizzería familiar para Gina, que ha llegado de la universidad. Mientras, del otro lado, Joe está recogiendo limones del árbol de la medianera, Gina busca el globo atrapado de su pequeña prima. Cuando se encuentran, se asombran y se quedan charlando animadamente. Pero, el padre de los Montebello interrumpe ese momento, haciendo que se cortara la luz en las dos casas. Del poste de luz saltan chispas, y Gina cae para atrás. Afortunadamente, su novio, Carlo, estaba allí para atraparla. 
Durante el festival de San Genaro, las dos familias compiten por la venta de pizzas. Pero, además, Joe piensa en otra cosa: invitó a un inversionista, Jean Paul, a probar su pizza, debido a que este quiere abrir una franquicia de restaurantes. Pero cuando llega, y pregunta por "la mejor pizza de la ciudad" (como le había dicho Joe), Gina lo lleva con su familia, sin saber a quien realmente estaba buscando. Jean Paul queda fascinado con la pizza.
Por otro lado, Carlo pide a Lou, el padre de Gina, la mano de su hija en matrimonio. Él acepta y, más tarde, le pide a su hija que vaya a la noria, y que le de este mensaje: sí (respecto a su propuesta). Gina, sin saber de que se trataba, manda a su hermana mayor, Annette, quien secretamente está enamorada de Carlo, a decirle que su padre había dicho sí. Annette y Carlo se suben a la noria y se lo pasan genial juntos.
Mientras tanto, Gina se queda coqueteando con Joe, y arreglan que a las 7PM se encontrarían en el "celador" (la entrada de atrás) y se divierten mucho. Los jóvenes siguen saliendo a escondidas. Esta vez, Joe le pide prestada la cocina a un amigo, sin saber que la hermana de Gina los había visto. Gina queda encantada con la comida. Además, charlan y confiesan muchas cosas, como, el motivo de que Joe no cocinara en un restaurante: su padre había tenido un infarto, y le había pedido que se hiciera responsable de la pizzería. Y desde las 8:22AM de ese día, nunca volvió a ver la hora. Al término de la cena, Gina le regala un reloj y él dice: «Vaya las 10 y cuarto. La hora exacta en que mi vida vuelve a empezar». Y así, se besan. Lo que no esperaban era que Annette los hubiera visto  
Mientras tanto, Carlo está ensayando con Annette como proponerle a su novia matrimonio. Esta, conmovida, le cuenta lo que había visto, y Carlo le cuenta a Lou y a Vinnie (padre de Joe). Cuando los enamorados regresan, se despiden con un beso, pero son sorprendidos por las dos familias. Cada padre está muy enojado con respectivo hijo. 
Al día siguiente, Vinnie le dice a su hijo: "Los Prestolani son como leones, y tú, eres la hiena". Joe no comparte ese pensamiento, pero luego de recibir un llamado de Jean Paul, en el que le informa que había probado la otra pizza (de los Prestolani), y que le daría una oportunidad a ellos también, se siente "apuñalado por la espalda". 
Joe, muy enfadado, va a la pizzería "Prestolani", y, al ver que Gina no estaba, le deja su reloj. A su vez, Gina quiere ir a hablar con él, pero es muy mal recibida por parte de la madre de Joe, y luego echada de la pizzería. Carlo habla con Gina, y le confiesa que él no está resentido, y le propone casamiento, dejando el anillo al lado del reloj de Joe. La joven no sabe qué hacer.  
Por la mañana, Jean Paul y sus compañeros comensales llegan a la pizzería de la familia Prestolani.  La pizza es exquisita, pero salen espantados cuando una camada de ratones, puestos por la competencia, sale de la cocina. Inmediatamente parten hacia la otra pizzería, donde la pizza también es deliciosa. Lou, en venganza, provoca una sobrecarga eléctrica, y la arruina la demostración de los Montebello. Jean Paul, harto de malas muestras de pizza, les pide a las familias que se encuentren en un lugar neutral, la iglesia. Donde él los reprende y les dice que la semana próxima haría el contrato con la familia que haga la pizza más completa.  Por esto, Carlo pide hacer la salsa (que no era la especialidad de la familia). 
Charlando con su hermano, Joe confiesa que añora a Gina, y este le dice que tal vez, había encontrado la mujer perfecta para él, y no lo estaba aprovechando. Joe cruza la medianera y reconquista a Gina. 
Gina le confiesa a su padre que no quiere ser maestra de preescolar, quiere ser fotógrafa, y quiere estar con Joe. Además, le dice que deberían retirarse de la competencia de Jean Paul, ya que los Montebello lo habían llamado primero. Su papá no acepta, y le da a elegir entre su familia y Joe. 
La joven se reúne con Joe, y juntos deciden escaparse de Verona. Para eso, le piden ayuda al Padre, quien acepta. Mientras, los padres de Gina y Joe están en la iglesia, Gina prepara su maleta, y se da cuenta del secreto de su hermana.  Le deja una nota que dice: «Dile lo que sientes. Te quiere, tu hermana», junto a una foto de Annette y Carlo.  Ella hace lo que su hermana le indica, y besa a Carlo. Este se da cuenta de que verdaderamente ama a Annette. 
Gina y Joe deben volver a la casa de los Montebello, para recoger limones, que le había pedido Tommy a cambio de alojamiento fuera de la ciudad. Allí, se dan cuenta de que el patio de los Prestolani se incendiaba. Pero mientras Joe intentaba apagar el fuego, comienza a incendiarse el patio vecino. Los enamorados se suben a la medianera y permanecen allí. 
La madre de Joe recibe una llamada informándole lo sucedido. Rápidamente, las dos familias van a su casa. Allí, encuentran a Joe y Gina sanos y salvos. Estos confiesan que cada uno le había dicho la receta secreta de su pizza al otro, y, como los Montebello y los Prestolani estaban arruinados económicamente, harían una pizzería fusionada.  
Seis meses después, se muestra la pizzería "Presto Bello", dirigida por Gina y Joe, y atendida por las dos familias. Allí, llegan Annette y Carlo de su viaje al Caribe. Joe anuncia que Carlo sería el nuevo director del “Presto Bello” de San Francisco. El joven ofrece un brindis por el amor y la familia, y luego, besa a Gina.

## Reparto
- Shiri Appleby como Gina Prestolani: Gina es una hermosa joven que acaba de terminar sus estudios en la universidad, en la carrera de fotografía. Su padre la presiona para que sea maestra de preescolar, aunque ella quiere sr fotógrafa. Tiene un novio de la preparatoria, Carlo, pero ella no está muy decidida sobre si seguir con él o no. Una noche, conoce a Joe Montebello, de quien se enamora profundamente.

- Eyal Podell como Joe Montebello: Joe es un joven de 25 años, y un gran cocinero. Le gustaría tener su propio restaurante,  pero se ha encargado de la pizzería de su padre desde que este tuvo un infarto. Según él, allí su vida se "paró" y no volvió a ver un reloj. Una noche conoce a Gina Prestolani, de quien se enamora profundamente. Cuando la besa, siente que su vida vuelve a comenzar.

- Dan Hedaya como Vinnie Montebello: padre de Nicky y Joe y, y esposo de Gloria. Tiene a su mando una pizzería, llamada "Montebello´s". Cree que los Prestolani son "leones" y nunca hay que convertirse en sus "hienas". Sufrió un infarto, debido a que se enfada muy rápido, y desde ese momento su hijo se ha encargado de la pizzería.

- Michael Badalucco as Lou Prestolani: padre de Annette y Gina, y esposo de Mary. Tiene a su mando una pizzería, llamada "Prestolani's". Según él, los Montebello le robaron la idea de la pizza a su ancestro, y por eso las dos familias están enemistadas. Quiere que su hija, Gina sea maestra de preescolar, y que se case con Carlo.

- Joanna Canton como Annette Prestolani: hermana de Gina, de la que siente envidia, debido a que ella quiere su vida. Está secretamente enamorada de Carlo, con quien, finalmente, forman una pareja.

- Nick Spano como Carlo Delrio: novio desde la preparatoria de Gina. Le encanta informarse sobre temas culturales y todo el tiempo está hablando. Propone casamiento a Gina pero finalmente se da cuenta de que está enamorado de Annette.

- Gina Hecht como Gloria Montebello: madre de Nicky y Joe, y esposa de Vinnie. Ella quiere ver a su hijo Joe feliz.

- Natalija Nogulich as Mary Prestolani: madre de Annette y Gina, y esposa de Lou. Ella quiere que su marido baje a la realidad ya que sus planes para vencer a los Montebello los estaban dejando en bancarrota.

- Rob Boltin como Nicky Montebello: es el hermano de Joe. Le encanta salir de fiesta.

- John Mese como Jean Paul Veber: es un inversionista, y está interesado en abrir una franquicia de restaurantes. Quiere probar la pizza de la familia de Joe, pero luego de probar la de los Prestolani decide darle una oportunidad a los dos.

- Toni Amendola como el Padre Spezia: está harto de que las dos familias peleen en la iglesia. Es el quien ayuda a Gina y Joe a escapar.

- William Ragsdale como Tommy: cocinero y amigo de Joe. Es dueño del restaurante "Tommy's Cuisine".

- Gary Desroche como Cliente.

- Wayne Ferrara como Tío Nat.

- Larry Gamell Jr. como Bombero.

- Vanessa Guild como Clienta 1.

- Bryan James Kitto como Antonio.

- Don Lincoln como Vendedor del carnaval.